# Pierre Korb
Pierre Korb (* 20. April 1908 in Mülhausen; † 22. Februar 1981 ebenda) war ein französischer Fußballspieler.

## Karriere
Er spielte von 1930 bis 1937 und von 1939 bis 1941 für seinen Heimatverein FC Mulhouse. Dazwischen war er von 1937 bis 1939 für den FC Sochaux aktiv. Mit Sochaux wurde er 1938 französischer Fußballmeister.
Zwischen 1930 und 1934 spielte er zwölfmal für die Französische Fußballnationalmannschaft und erzielte zwei Tore, jeweils in Länderspielen gegen die Tschechoslowakei (2:3, 1930 und 1:2, 1934).
Bei der Fußballweltmeisterschaft 1934 in Italien gehörte er zum Aufgebot der Bleus, wurde im Vorrundenspiel gegen Österreich (2:3 n. V.) jedoch nicht eingesetzt.